# Puya brachystachya
Puya brachystachya är en gräsväxtart som först beskrevs av John Gilbert Baker, och fick sitt nu gällande namn av Carl Christian Mez. Puya brachystachya ingår i släktet Puya och familjen Bromeliaceae. Inga underarter finns listade i Catalogue of Life.